# ألكسندر فيليبوفيتش
ألكسندر فيليبوفيتش (بالسيريلية الصربية: Александар Филиповић) هو لاعب كرة قدم صربي في مركز الدفاع، ولد في 20 ديسمبر 1994 في ليسكوفاتس في صربيا. شارك مع منتخب صربيا تحت 17 سنة لكرة القدم ومنتخب صربيا تحت 19 سنة لكرة القدم ومنتخب صربيا تحت 21 سنة لكرة القدم. أما مع النوادي، فقد لعب مع باتي بوريسوف ونادي ياغودينا.

## وصلات خارجية
- ألكسندر فيليبوفيتش على موقع الاتحاد الأوربي (الإنجليزية)
- ألكسندر فيليبوفيتش على موقع قاعدة بيانات كرة القدم.إي يو (الإنجليزية)
- ألكسندر فيليبوفيتش على موقع بيانات كرة القدم. دي إي (الألمانية)
- ألكسندر فيليبوفيتش على موقع Soccerbase.com (لاعب) (الإنجليزية)
- ألكسندر فيليبوفيتش على موقع Soccerway.com (الإنجليزية)
- ألكسندر فيليبوفيتش على موقع عالم كرة القدم.نت (الإنجليزية)